# ساريس
عدد السكان:1931: 470
1944\1945: 560
ساريس قبل سنة 1948 كانت القرية تنهض على نجد مرتفع يمتد في اتجاه شمالي – جنوبي ثم ينحدر بشدة عند طرفه الشمالي مشرفا على طريق القدس- يافا العام. وكانت القرية تشرف أيضا على بقاع واسعة من الجهات كلها، ولا سيما من جانبها الغربي حيث كان من الممكن رؤية الرملة واللد بالعين المجردة. وكانت الغابات المحيطة بالموقع تضفي مزيدا من الروعة على جمال المشهد. في سنة 1596، كانت ساريس قرية في ناحية القدس (لواء القدس)، وعدد سكانها 292 نسمة، يؤدون الضرائب على عدد من الغلال كالقمح والشعير والزيتون والفاكهة والخروب، بالإضافة إلى عناصر أخرى من الإنتاج والمستغلات كالماعز وخلايا النحل والكرمة.

## القرن 19
في أواخر القرن التاسع عشر كانت ساريس تقع على قمة تل، وكانت أشجار الزيتون مغروسة عند أسفل القرية وكانت القرية مبنية على شكل هلال يتلاءم واستدارة الموقع، وكان معظم منازلها حجريا. أما سكانها فكانوا من المسلمين، وكان يتوسط مركز القرية مسجد وبضعة دكاكين. وكان السكان يتزودون ما يحتاجون إليه من مياه الاستخدام المنزلي من الينابيع والآبار، وكانوا يعملون أساسا في الزراعة. في 1944\1945 كان ما مجموعه 3677 دونما مخصصا للحبوب، و366 دونما مرويا أو مستخدما للبساتين. وكان في الموقع عدة خرب.

## احتلالها وتهجير سكانها
دمرت ساريس في أواخر عملية نحشون (انظر بيت نقوبا، قضاء القدس). ويفيد (تاريخ الهاغاناه) أن احتلالها جرى في 13 نيسان \ أبريل 1948،في حين ذكرت مصادر أخرى أن الهجوم شن بعد عدة أيام من ذلك التاريخ في 16 نيسان\ أبريل. ومهما تكن الحال، فقد سجل جيش الإنقاذ العربي في الشهر اللاحق وقوع هجوم على قرية بيت سجل جيش الإنقاذ العربي في الشهر اللاحق وقوع هجوم على قرية بيت محسير المجاورة، في 9 أيار\ مايو، وأن الهجوم (أخفق عند قرية ساريس). ويبدو إذا أن القرية وإن دمرت في هجوم أواسط نيسان\ أبريل- يقول المؤرخ الفلسطيني عارف العارف إن 35 منزلا قد خربت- فإن قوات الهاغاناه لم تحكم سيطرتها عليها، ولذلك ظلت القرية بعدئذ على خطوط الجبهة. وقدرت صحيفة (نيورك تايمز) عدد المنازل المدمرة ب25 منزلا، إضافة إلى مسجد القرية ومدرستها. كما ذكرت مقتل 7 من العرب على يد قوة الهاغاناه الخاصة، المؤلفة من 500 جندي، والتي هاجمت القرية في الصباح الباكر مستخدمة مدافع الهاون والرشاشات الخفيفة قبل الانسحاب. وورد في أحد البلاغات الصادرة عن الهاغاناه أن الكتيبة بقيت في القرية خمس ساعات، فجرت في أثنائها 25 بناء وأحرقت أبنية أخرى. وأقر البلاغ باحتمال وقوع بضع إصابات بين النساء، مصرا على أن السكان أجلو عن القرية عند بدء الهجوم. كماأن الهاغاناه زعمت أن قواتها صادفت جنودا سوريين في القرية، وهذا زعم مستبعد جدا. وقد استشهد بني موريس برسالة بريطانية رسمية عاجلة أسلت في وقت لاحق من ذلك الشهر يفهم من تضميناتها أن سكان ساريس فروا من جراء مجزرة دير ياسين المجاورة(قضاءالقدس)التي وقعت في 9 نيسان\أبريل.
قبل الاستيلاء على القرية بوقت قصير، أي في 13 نيسان\أبريل، كتب قائد الهاغاناه يسرائيل غاليلي إلى يوسف فايتس، أحد كبار المسؤولين الرسميين في الصندوق القومي اليهودي، طالبا إنشاء مستعمرة في ساريس (بأسرع وقت ممكن). واسنتادا إلى موريس فقد قال غاليلي إن إنشاء المستعمرات في هذا الموقع وفي سبعة مواقع أخرى أمر (ضروري للأمن). وقد دعت خطة الصندوق القومي اليهودي، التي قدمت في 20 آب \أغسطس، وبناء مستعمرة في الموقع، وفي وقت لاحق من تلك السنة، دشنت مستعمرة شوريش.

## المستعمرات الإسرائيلية على أراضي القرية
في سنة 1948، أقيمت مستعمرة شوريش على بعد كيلومتر واحد جنوبي غربي الموقع. أما مستعمرة شوإيفا، التي أنشئت في سنة 1950 فتبعد 500 متر إلى الشمال الشرقي. وكلتا المستعمرتين مبنية على أراضي القرية.

## القرية اليوم
تغطي الأنقاض الحجرية الموقع اليوم، وتشاهد القضبان الحديدية الناتئة من السقوف المنهارة. وثمة في الموقع عدة آبار مفتوحة، وبضعة كهوف. وينبت في الموقع عدد كثير من الأشجار، ضمته السرو والتين واللوز. وفي الجانب الشرقي من المنحدر. وتقع مقبرة القرية المحاطة بالأشجار جنوبي غربي الموقع، وفيها بضعة قبور كبيرة يحيط بواحد منها سياج صغير غير مسقوف وتنتصب شجرة لوز وسط المقبرة. وقامت شبيبة الصندوق القومي اليهودي في جوهانسبورغ في جنوب أفريقيا بغرس غابة شوريش في المنطقة، تيمنا باسم المستعمرة الإسرائيلية وغرست غابة أخرى في المنطقة أيضا برعاية مركز اليهودية الأوروبية وهي مهداة إلى طائفة من أعيان اليهود.

## معرض صور

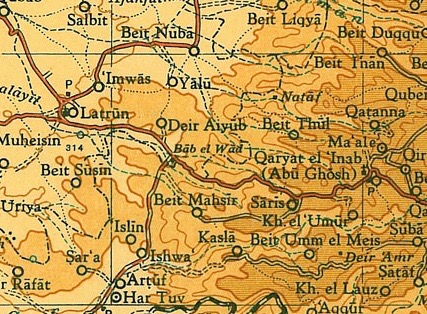
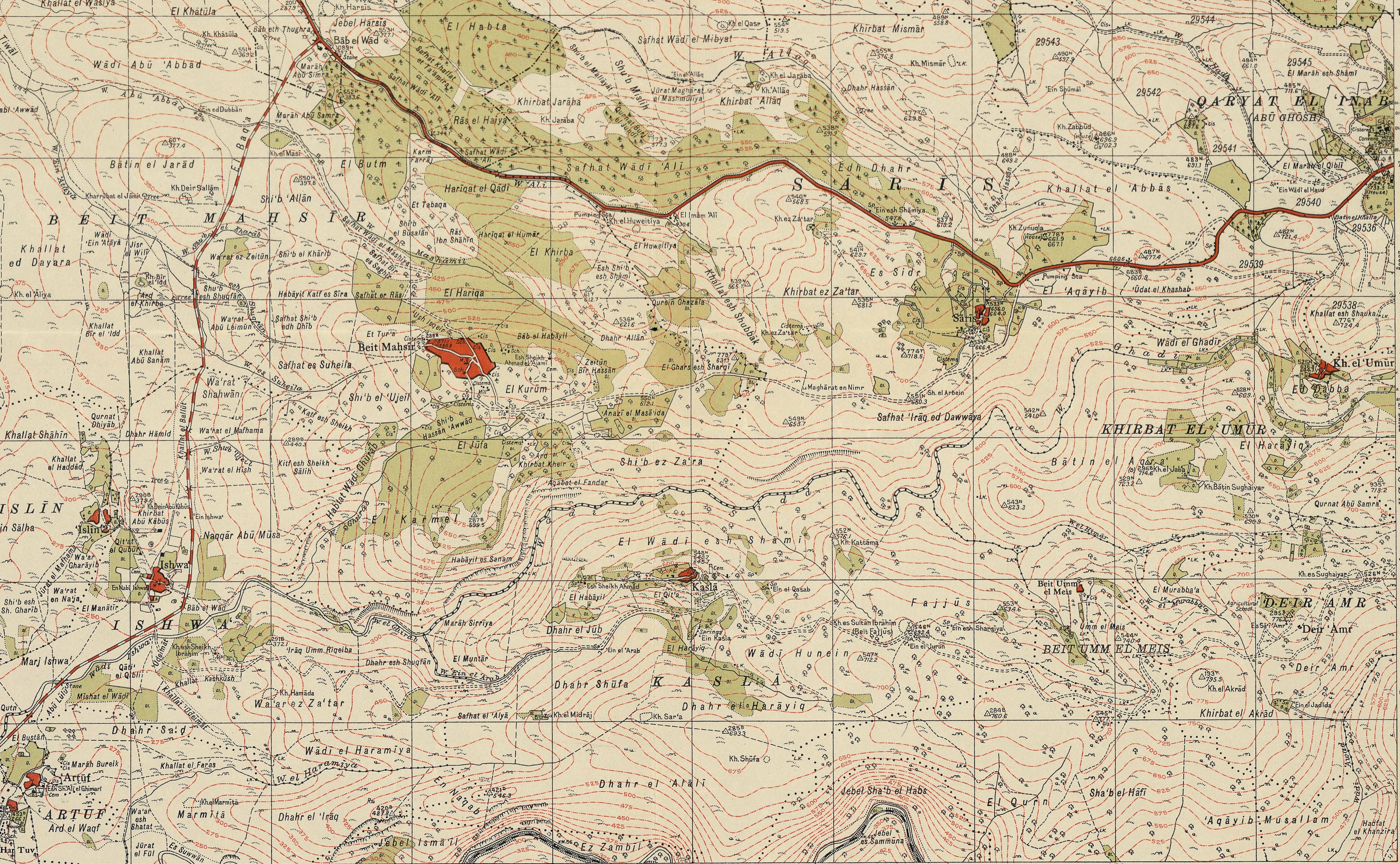
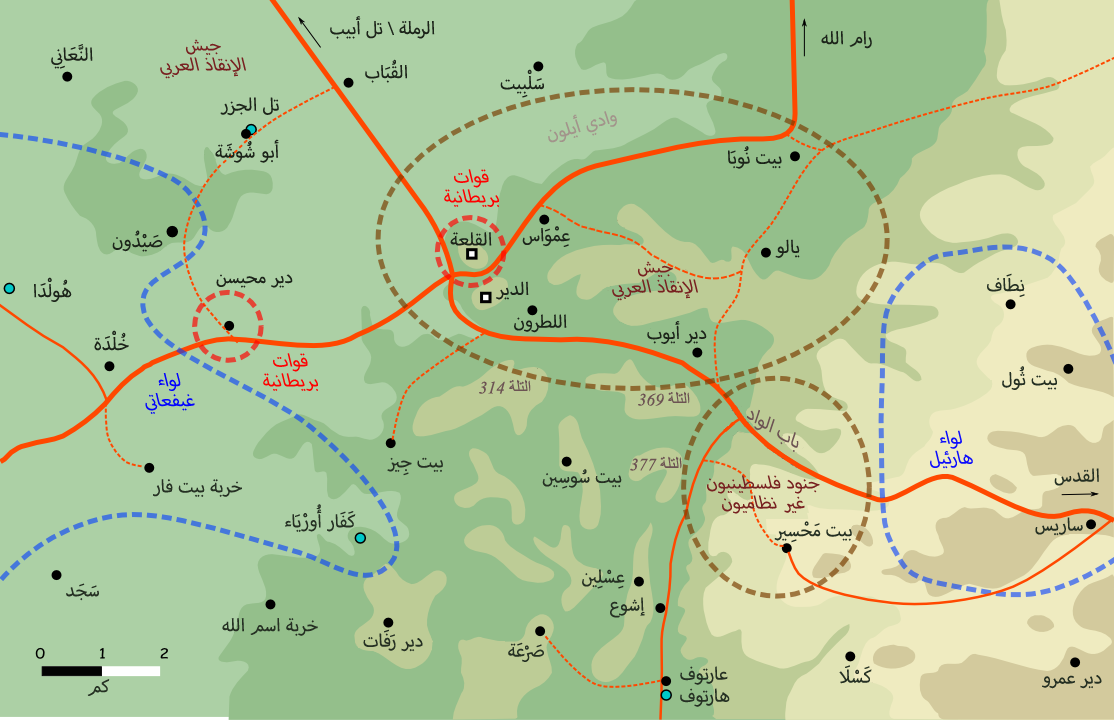
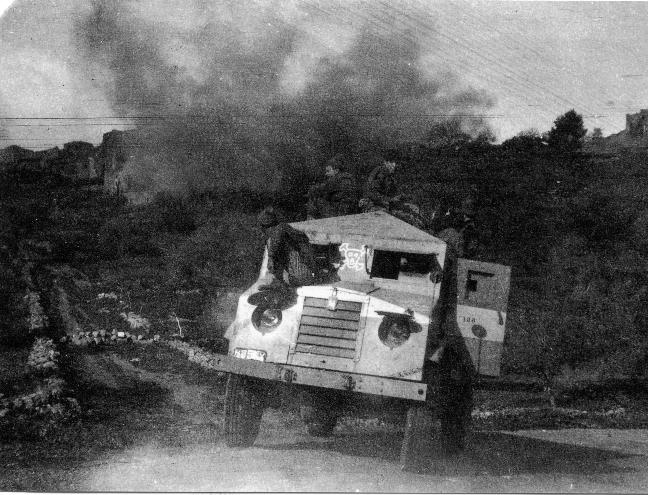
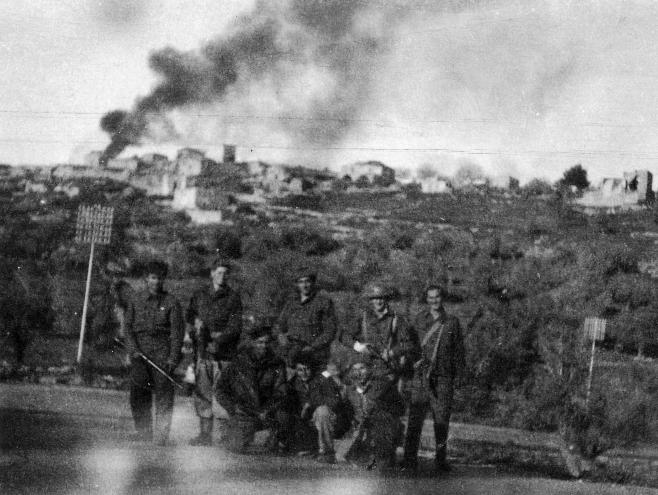
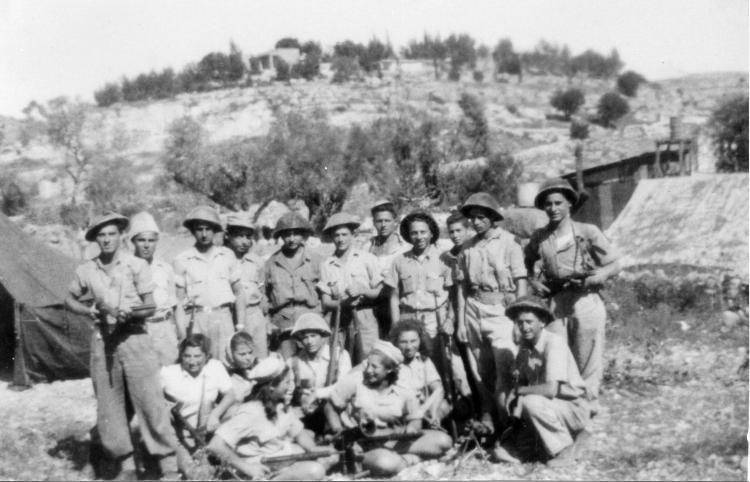